# Vitali Rodionov
Pour les articles homonymes, voir Rodionov.
Vitali Viktorovitch Rodionov (en russe : Виталий Викторович Родионов) ou Vital Viktaravitch Radzivonaw (en biélorusse : Віталь Віктаравіч Радзівонаў), né le 11 décembre 1983 à Vitebsk, est un footballeur international biélorusse  évoluant au poste d'attaquant.

## Biographie
Formé au Lokomotiv-96 de sa ville natale, Vitebsk, il y fait ses débuts en tant que professionnel en 2001. En 2002, le club est relégué de D1.
Il rejoint alors le Torpedo Jodzina, avec lequel il va jouer les premières places du championnat de 2003 à 2005.
À l'issue de la saison 2005, il finit 4e meilleur buteur de l'exercice avec 14 réalisations.
Ses bonnes performances attirent l'œil du FC BATE Borissov, dont le dernier sacre remonte à 2002, et qui cherche à retrouver une domination nationale. Il rejoint l'équipe pour le début de la saison 2006 et réalise le doublé coupe/championnat, mais marque relativement peu.
En 2007, il est 3e meilleur buteur du championnat avec 14 réalisations, et forme un duo redoutable avec Gennadi Bliznyuk qui lui en inscrit 18.
Pour 2008, ce même duo finit en tête des buteurs avec 16 chacun.
Ses performances attirent dès lors les clubs étrangers, ainsi, il est prêté avec option d'achat en janvier 2009 au SC Fribourg, en D2 allemande. L'équipe gagne le championnat, et malgré ses 4 buts en 12 matchs, il n'est pas conservé et retourne au FC BATE Borissov pour finir la saison 2009.
En 2010, il inscrit un doublé en finale de la Coupe de Biélorussie.

## Carrière internationale
Il fait ses débuts en équipe de Biélorussie, au moment où il devient un élément clef du BATE Borissov.

## Statistiques
| Saison                | Club                  | Championnat           | Championnat | Championnat | Coupe(s) nationale(s) | Coupe(s) nationale(s) | Compétition(s) continentale(s) | Compétition(s) continentale(s) | Compétition(s) continentale(s) | Total | Total |
| Saison                | Club                  | Division              | M.          | B.          | M.                    | B.                    | Comp.                          | M.                             | B.                             | M.    | B.    |
| 2001                  | Lokomotiv-96 Vitebsk  | D1                    | 24          | 3           | -                     | -                     | -                              | -                              | -                              | 24    | 3     |
| 2002                  | Lokomotiv-96 Vitebsk  | D1                    | 25          | 3           | -                     | -                     | -                              | -                              | -                              | 25    | 3     |
| Sous-total            | Sous-total            | Sous-total            | 49          | 6           | -                     | -                     | -                              | -                              | -                              | 49    | 6     |
| 2003                  | Torpedo Jodzina       | D1                    | 13          | 1           | 1                     | 1                     | -                              | -                              | -                              | 14    | 2     |
| 2004                  | Torpedo Jodzina       | D1                    | 18          | 7           | -                     | -                     | -                              | -                              | -                              | 18    | 7     |
| 2005                  | Torpedo Jodzina       | D1                    | 26          | 13          | -                     | -                     | -                              | -                              | -                              | 26    | 13    |
| Sous-total            | Sous-total            | Sous-total            | 57          | 21          | 1                     | 1                     | -                              | -                              | -                              | 58    | 22    |
| 2006                  | BATE Borisov          | D1                    | 24          | 4           | 7                     | 2                     | C3                             | 3                              | 0                              | 34    | 6     |
| 2007                  | BATE Borisov          | D1                    | 24          | 15          | 5                     | 4                     | C1+C3                          | 4+1                            | 1+0                            | 34    | 20    |
| 2008                  | BATE Borisov          | D1                    | 25          | 16          | 7                     | 2                     | C1                             | 11                             | 1                              | 43    | 19    |
| 2009                  | BATE Borisov          | D1                    | 12          | 7           | 3                     | 2                     | C1+C3                          | 3+8                            | 1+2                            | 26    | 12    |
| 2010                  | BATE Borisov          | D1                    | 31          | 8           | 8                     | 3                     | C1+C3                          | 4+8                            | 2+3                            | 51    | 16    |
| 2011                  | BATE Borisov          | D1                    | 3           | 3           | 1                     | 3                     | C3+C1                          | 2+5                            | 0+1                            | 11    | 7     |
| 2012                  | BATE Borisov          | D1                    | 30          | 8           | -                     | -                     | C1                             | 12                             | 6                              | 42    | 14    |
| 2013                  | BATE Borisov          | D1                    | 25          | 14          | 1                     | 0                     | C3+C1                          | 2+2                            | 0                              | 30    | 14    |
| 2014                  | BATE Borisov          | D1                    | 27          | 11          | 3                     | 0                     | C1                             | 11                             | 2                              | 41    | 13    |
| 2015                  | BATE Borisov          | D1                    | 17          | 9           | 6                     | 3                     | C1                             | 6                              | 0                              | 29    | 12    |
| 2016                  | BATE Borisov          | D1                    | 25          | 15          | 5                     | 2                     | C1+C3                          | 4+2                            | 1+0                            | 36    | 18    |
| 2017                  | BATE Borisov          | D1                    | 19          | 8           | 6                     | 2                     | C3                             | 8                              | 0                              | 33    | 10    |
| Sous-total            | Sous-total            | Sous-total            | 262         | 118         | 52                    | 23                    | -                              | 96                             | 20                             | 410   | 161   |
| 2008-2009             | SC Fribourg (prêt)    | D2                    | 12          | 4           | 1                     | 0                     | -                              | -                              | -                              | 13    | 4     |
| Total sur la carrière | Total sur la carrière | Total sur la carrière | 380         | 149         | 54                    | 24                    | -                              | 96                             | 20                             | 530   | 193   |

## Palmarès
- Championnat de Biélorussie:
  - Champion : 2006, 2007, 2008, 2009, 2010, 2011, 2012, 2013, 2014, 2015, 2016 et 2017 (avec le FC BATE Borissov)

- Coupe de Biélorussie:
  - Vainqueur : 2006 et 2010 (avec le FC BATE Borissov)

- Supercoupe de Biélorussie:
  - Vainqueur : 2010 et 2013 (avec le FC BATE Borissov)

- Championnat d'Allemagne de D2:
  - Champion : 2009 (avec le SC Fribourg)

- Meilleur buteur du Championnat de Biélorussie en 2008